# Anne Danican Philidor
Anne Danican Philidor (* 11. April 1681 in Paris; † 8. Oktober 1728 ebenda) war ein französischer Komponist und Hofmusiker des Barock, aus der Musikerdynastie der Philidor.

## Leben
Philidor war der Sohn von André Danican Philidor dem Älteren und Halbbruder von François-André Danican Philidor. Seinen Vornamen erhielt er durch seinen Paten, den Herzog Anne de Noailles. 
Im Alter von 16 Jahren komponierte er bereits die Schauspielmusik L’Amour vainqueur („Sieg der Liebe“) in Form der damals beliebten „Helden-Pastorale“. Seine bekanntesten Werke sind die Opern Diane et Endymion und Danaé.
1698 wurde er Oboist in der Grande Écurie du Roi, 1704 folgte er seinem Vater als Mitglied der Chapelle royale und trat 1712 den Petits Violons bei.
1725 gründete er gegen anfänglichen Widerstand der Académie royale die Konzertveranstaltungen der Concert Spirituel, welches damals das königliche Privileg erhielt, öffentliche Konzerte in Paris zu geben. Die anfängliche Auflage war, dass nur geistliche Musik dargeboten werden durfte. Zwei Jahre später gründete er das Concert français, welches eher weltliche Musik brachte. Wenige Monate vor seinem Tod trat er von der Leitung beider Veranstaltungsreihen zurück. Philidor leitete auch Konzerte für die Herzogin von Maine und war Surintendent de Musique beim Prinzen Louis Armand II. de Bourbon, Prince de Conti.

## Quelle
1. ↑  Julian Rushton: Philidor, family. In: Grove Music Online (englisch; Abonnement erforderlich).

| Personendaten    | Personendaten                      |
| ---------------- | ---------------------------------- |
| NAME             | Philidor, Anne Danican             |
| KURZBESCHREIBUNG | französischer Komponist des Barock |
| GEBURTSDATUM     | 11. April 1681                     |
| GEBURTSORT       | Paris                              |
| STERBEDATUM      | 8. Oktober 1728                    |
| STERBEORT        | Paris                              |